# Tunnel du Puymorens
Tunnel du Puymorens is een tunnel voor het wegverkeer tussen Porté-Puymorens en L'Hospitalet-près-l'Andorre. De tunnel werd gebouwd tussen 1988 en 1994 en in 1994 geopend, en maakt deel uit van route nationale 20 (RN20). De tunnelbuis heeft een lengte van 4820 meter.